# Guy Chouinard
Guy Camil „Gramps“ Chouinard (* 20. Oktober 1956 in Québec City, Québec) ist ein ehemaliger kanadischer Eishockeyspieler, -trainer und -funktionär, der im Verlauf seiner aktiven Karriere zwischen 1971 und 1985 unter anderem 624 Spiele für die Atlanta Flames, Calgary Flames und St. Louis Blues in der National Hockey League (NHL) auf der Position des Centers bestritten hat. Seinen größten Karriereerfolg feierte Chouinard – neben zahlreichen Erfolgen im Juniorenbereich – jedoch im Trikot der Nova Scotia Voyageurs aus der American Hockey League (AHL) mit dem Gewinn des Calder Cups im Jahr 1976. Im Anschluss an seine Laufbahn als Aktiver war er mit Unterbrechungen mehr als 30 Jahre als Trainer tätig – hauptsächlich in der Ligue de hockey junior majeur du Québec (LHJMQ).

## Karriere
Chouinard verbrachte zwischen 1971 und 1974 eine überaus erfolgreiche Juniorenzeit bei den Remparts de Québec in der Ligue de hockey junior majeur du Québec (LHJMQ). In dieser Zeit gewann der Angreifer in den Jahren 1973 und 1974 jeweils die Coupe du Président, die Meisterschaftstrophäe der LHJMQ, mit den Remparts, woran er mit jeweils über 30 Scorerpunkten in den Playoffs maßgeblichen Anteil hatte. Damit spielte er in beiden Jahren auch im prestigeträchtigen Memorial Cup, dessen Gewinn der Mannschaft aber verwehrt blieb. Chouinard gewann im Rahmen des Memorial Cup 1974 allerdings mit der George Parsons Trophy für den sportlich fairsten Spieler eine individuelle Auszeichnung. Darüber hinaus zeigte er im Verlauf der drei Jahre eine stetige Entwicklung und steigerte seine Punktausbeute in der regulären Saison von zunächst 70 Punkten in seiner Rookiesaison auf schließlich 160 in seinem dritten Jahr in der Liga. Folglich wurde der erst 17-Jährige im NHL Amateur Draft 1974 bereits in der zweiten Runde an 26. Position von den Atlanta Flames aus der National Hockey League (NHL) ausgewählt. Zu dieser Zeit bildete er eine Sturmreihe mit André Savard und Jacques Richard.
Zwar wechselte der Kanadier in Folge des Drafts in den Profibereich, jedoch brauchte es zwei Jahre, ehe es dem Kanadier gelang, sich in der NHL zu etablieren. Chouinard wurde von den Atlanta Flames zunächst in ihrem Farmteam, den Omaha Knights in der Central Hockey League (CHL), eingesetzt. Dort wusste der Stürmer, der zu diesem Zeitpunkt der jüngste nordamerikanische Eishockeyprofi war, mit 68 Punkten in 70 Spielen zu überzeugen. Er erhielt am Saisonende die CHL Rookie of the Year Trophy für den Rookie des Jahres der CHL. Darüber hinaus kam er im Februar 1975 zu seinen ersten NHL-Einsätzen für die Flames. In der Spielzeit 1975/76 lief Chouinard auf Leihbasis für die Nova Scotia Voyageurs in der American Hockey League (AHL), dem Kooperationspartners der Canadiens de Montréal, auf. Mit 80 Scorerpunkten in der regulären Saison, womit er viertbester Scorer der Liga war, und 15 weiteren in den Playoffs führte er die Voyageurs in dieser Saison gemeinsam mit Ron Andruff und Pierre Mondou zum Gewinn des Calder Cups. Des Weiteren wurde er ins AHL Second All-Star Team berufen und konnte seiner Vita sechs weitere NHL-Einsätze hinzufügen.
Mit Beginn der Saison 1976/77 stand Chouinard schließlich im Stammkader der Atlanta Flames. Gleich in seinem ersten NHL-Jahr erreichte der 20-Jährige 50 Scorerpunkte. Diesen Wert steigerte er in den beiden folgenden Jahren schließlich auf 107 Punkte, womit er in der Spielzeit 1978/79 sechstbester Scorer der Liga war. Er bildete dabei in dieser Saison ein hervorragend harmonisierendes Duo mit Bob MacMillan, der 108 Punkte erzielte. Chouinard selbst gelang es zudem 50 Tore zu erzielen, womit er der erste Spieler in Atlantas Geschichte und der 21. Spieler überhaupt war, dem dies gelang. Nach einem weiteren Jahr bei den Atlanta Flames zog Chouinard mit dem Franchise ins kanadische Calgary, wo es nach der Umsiedlung als Calgary Flames weiter am Spielbetrieb teilnahm. Letztlich lief der Center, der noch zweimal mehr als 30 Tore in einem Spieljahr erzielen konnte, bis zum Ende der Saison 1982/83 für das Team auf. Im September 1983 wurde er schließlich zu den St. Louis Blues transferiert, da er nach einer schwerwiegenden Schulterverletzung aus der Saison 1980/81 nie wieder seine frühere Form erreichte. Zum Zeitpunkt des Transfers war er Rekordhalter in den Kategorien Punkte und Vorlagen des Atlanta/Calgary-Franchises. Für die St. Louis Blues bestritt Chouinard nach dem Wechsel nur eine Spielzeit. Als sich die Blues entschieden, ihn vor der Saison 1984/85 nicht mit ins Trainingslager zu nehmen, ließ er sich sein letztes Vertragsjahr ausbezahlen und trat zurück. Im Verlauf der Spielzeit kehrte er jedoch noch einmal für drei Wochen zu St. Louis’ Farmteam Peoria Rivermen in die International Hockey League (IHL) zurück. Nach neun Spielen beendete er seine aktive Karriere im Alter von 28 Jahren aber endgültig.
Nach seinem frühen Karriereende kehrte Chouinard in seine Heimatprovinz Québec zurück, wo er fortan begann, als Trainer zu arbeiten. Im Januar 1986 wurde er zum Cheftrainer der Chevaliers de Longueuil aus der LHJMQ ernannt, die er eineinhalb Jahre später – am Ende seiner ersten kompletten Saison als Trainer – zum Gewinn der Coupe du Président führte. Im Sommer 1987 zog er mit dem Franchise nach Victoriaville um und blieb dort ein weiteres Jahr. Nach einem kurzen Engagement beim Ligakonkurrenten Canadien junior de Verdun in der Saison 1988/89 kehrte er zum folgenden Spieljahr wieder zu den Tigres de Victoriaville zurück. Dort blieb er bis zum Mai 1990 im Amt, ehe er für etwa eineinhalb Jahre ohne Anstellung blieb.
Im Dezember 1991 kehrte Chouinard wieder in die LHJMQ zurück, als er den Posten des Cheftrainers der Draveurs de Trois-Rivières übernahm. Nach einer Saison zog er mit dem Team nach Sherbrooke, wo es in der Folge als Faucons de Sherbrooke tätig war. Der Ex-Spieler blieb den Faucons bis zum Sommer 1996 treu und erhielt in diesem Zeitraum die Trophée Ron Lapointe als bester Trainer der Liga, da er die Mannschaft in der Saison 1992/93 als punktbestes Team der Liga bis ins Playoff-Finale geführt hatte. Zeitweise fungierte er auch als General Manager. Zur Saison 1996/97 betreute er dann für ein Jahr die Titan Collège Français de Laval. Anschließend kehrte Chouinard zu seinem einstigen Juniorenteam, den Remparts de Québec, zurück, die durch den Umzug des Laval-Franchises wiederbelebt worden waren. Dort war er für die folgenden fünf Jahre tätig. In dieser Zeit gewann er in den Jahren 1998 und 1999 zwei weitere Mal die Trophée Ron Lapointe. Zusätzlich erhielt er im Jahr 1999 den Brian Kilrea Coach of the Year Award des Dachverbands Canadian Hockey League. Bei der Wahl setzte er sich gegen Peter DeBoer und Don Hay durch, die äquivalente Auszeichnungen in der Ontario Hockey League und Western Hockey League erhalten hatten. Am Ende der Saison 2001/02 endete sein Engagement beim Team aus seiner Geburtsstadt Québec City. Seine letzte Trainerstation in der LHJMQ waren zwischen 2007 und 2010 die P.E.I. Rocket, gefolgt von seinem letzten Engagement am Collège régional Champlain St. Lawrence zwischen 2010 und 2014.

## Erfolge und Auszeichnungen

### Als Spieler
| - 1973 Coupe-du-Président-Gewinn mit den Remparts de Québec - 1974 Coupe-du-Président-Gewinn mit den Remparts de Québec - 1974 George Parsons Trophy | - 1975 CHL Rookie of the Year - 1976 Calder-Cup-Gewinn mit den Nova Scotia Voyageurs - 1976 AHL Second All-Star Team |

### Als Trainer
| - 1987 Coupe-du-Président-Gewinn mit den Chevaliers de Longueuil - 1993 Trophée Ron Lapointe - 1998 Trophée Ron Lapointe | - 1999 Trophée Ron Lapointe - 1999 Brian Kilrea Coach of the Year Award |

## Karrierestatistik
(Legende zur Spielerstatistik: Sp oder GP = absolvierte Spiele; T oder G = erzielte Tore; V oder A = erzielte Assists; Pkt oder Pts = erzielte Scorerpunkte; SM oder PIM = erhaltene Strafminuten; +/− = Plus/Minus-Bilanz; PP = erzielte Überzahltore; SH = erzielte Unterzahltore; GW = erzielte Siegtore; 1 Play-downs/Relegation; Kursiv: Statistik nicht vollständig)

## Familie
Chouinards Bruder Jean war ebenfalls professioneller Eishockeyspieler, kam aber zwischen 1979 und 1981 nicht über Einsätze in der International Hockey League (IHL) hinaus. In zweiter Generation schafften sowohl sein Sohn Éric als auch sein Neffe Marc, der Sohn seines Bruders Jean, den Sprung in die National Hockey League (NHL). Hauptsächlich verbrachten beide ihre Karriere aber in der American Hockey League (AHL) oder im europäischen Ausland.